# Comuna Aita Mare, Covasna
Aita Mare este o comună în județul Covasna, Transilvania, România, formată din satele Aita Mare (reședința) și Aita Medie.

## Demografie
Componența etnică a comunei Aita Mare
     Maghiari (90,65%)
     Români (7,63%)
     Alte etnii (0%)
     Necunoscută (1,72%)
Componența confesională a comunei Aita Mare
     Reformați (50,49%)
     Unitarieni (27,43%)
     Romano-catolici (8,3%)
     Ortodocși (7,63%)
     Evanghelici luterani (1,17%)
     Alte religii (2,46%)
     Necunoscută (2,52%)
Conform recensământului efectuat în 2021, populația comunei Aita Mare se ridică la 1.626 de locuitori, în scădere față de recensământul anterior din 2011, când fuseseră înregistrați 1.715 locuitori. Majoritatea locuitorilor sunt maghiari (90,65%), cu o minoritate de români (7,63%), iar pentru 1,72% nu se cunoaște apartenența etnică. Din punct de vedere confesional, majoritatea locuitorilor sunt reformați (50,49%), cu minorități de unitarieni (27,43%), romano-catolici (8,3%), ortodocși (7,63%) și evanghelici luterani (1,17%), iar pentru 2,52% nu se cunoaște apartenența confesională.

## Politică și administrație
Comuna Aita Mare este administrată de un primar și un consiliu local compus din 11 consilieri. Primarul, Edömér Bihari[*], de la Uniunea Democrată Maghiară din România, este în funcție din 2008. Începând cu alegerile locale din 2024, consiliul local are următoarea componență pe partide politice:
|  | Partid                                 | Consilieri | Componența Consiliului | Componența Consiliului | Componența Consiliului | Componența Consiliului | Componența Consiliului | Componența Consiliului | Componența Consiliului |
|  | -------------------------------------- | ---------- | ---------------------- | ---------------------- | ---------------------- | ---------------------- | ---------------------- | ---------------------- | ---------------------- |
|  | Uniunea Democrată Maghiară din România | 7          |                        |                        |                        |                        |                        |                        |                        |
|  | Alianța Maghiară din Transilvania      | 1          |                        |                        |                        |                        |                        |                        |                        |
|  | Partidul Social Democrat               | 1          |                        |                        |                        |                        |                        |                        |                        |
|  | Partidul Național Liberal              | 1          |                        |                        |                        |                        |                        |                        |                        |
|  | Benkő Blanka                           | 1          |                        |                        |                        |                        |                        |                        |                        |

## Personalități
- Irina Szabo (n. 1940), demnitar comunist